# Il taccuino d'oro
Il taccuino d'oro (The Golden Notebook) è un romanzo di Doris Lessing del 1962. L'opera ha riscosso molto clamore alla sua pubblicazione, sia per la struttura narrativa che per gli argomenti trattati. Come in seguito affermato dalla stessa autrice, molti critici la descrissero come una femminista arrabbiata alla ricerca di un mezzo di sfogo contro gli uomini. Il libro, in realtà, riscosse un successo inaspettato soprattutto tra la platea di giovani lettrici e attiviste che si preparavano ad affrontare la rivoluzione sociale degli anni '60 del Novecento. Le vicende di Anna Wulf, scrittrice ex-comunista il cui nome simbolicamente riecheggia quello di Virginia Woolf, sono infatti lo specchio di una nuova individualità sociale femminile, che si batte per liberarsi dalla presenza ingombrante dei vecchi cliché femminili.
Le donne del romanzo rappresentano, infatti, le "Donne Libere" del nuovo corso storico: orgogliosamente libere dal giudizio maschile e pronte a godere della propria sessualità come gli uomini. Il linguaggio e le idee esposte nel romanzo sono state definite da Margareth Atwood "audaci" e rivoluzionarie, poiché preannunciano quello che da lì a qualche anno sarà il nuovo Movimento Femminista. Tuttavia, Lessing utilizza in maniera apertamente ironica la definizione di "Donna Libera", e spesso le descrizioni dei comportamenti femminili all'interno del romanzo si mostrano contraddittorie e ossessive, poiché la declamata libertà delle protagoniste svanisce al confronto diretto con il giudizio maschile e delle aspettative sociali. È esattamente questo punto a condurre la protagonista verso un'alienazione che diventa sempre più preponderante con il procedere della narrazione.
Nonostante l'importanza che esso assume, il tema femminile non può essere considerato come unico elemento del romanzo. La storia è infatti ambientata all'indomani del discorso di Khrushchev e la frammentazione psicologica dei personaggi, così come la divisione dei taccuini, riecheggia il senso di smarrimento davanti ai nuovi eventi della Storia e alla caduta delle ideologie. Un altro grande merito di Lessing è, infatti, la capacità di lettura del suo tempo e la visione quasi premonitrice delle politiche Europee. Il mondo post-coloniale viene infatti raccontato come un teatrino di improbabili attori che recitano diverse partI: dai filosofi comunisti arroccati ad un'ideologia che non esiste più, ai nuovi democratici che svendono i valori della sinistra per abbracciare il capitalismo.
Altro elemento fondamentale di grande rivoluzione, è la struttura letteraria dell'opera, in cui lo scheletro principale, scritto in terza persona, viene intervallato dai quattro taccuini, ognuno dei quali riporta un argomento specifico della vita di Anna Wulf, compreso un meta-racconto in cui Anna confronta le proprie paure nella rappresentazione letteraria del suo alter-ego Ella. In corrispondenza con l'apice dell'alienazione della protagonista, la suddivisione dei taccuini sarà sempre meno evidente, fino ad arrivare al Taccuino D'Oro, in cui il disordine che ha regnato per tutta la narrazione lascia il posto all'unità. Tuttavia, questa unità sembra raggiunta dai protagonisti al prezzo di un compromesso che li porterà a rinnegare gli ideali rivendicati durante tutta la narrazione.

## Trama
Il romanzo è la storia della scrittrice Anna Wulf, i quattro quaderni in cui registra gli eventi della sua vita e il suo tentativo di legarli tutti insieme in un quinto taccuino color oro. Il libro alterna segmenti di un racconto apparentemente realistico della vita di Molly e Anna, dei loro figli, degli ex-mariti e amanti, intitolato "Donne libere", con estratti dai quattro quaderni di Anna, di colore nero (con le esperienze di Anna nella Rhodesia Meridionale, prima e durante la seconda guerra mondiale, che ha ispirato il suo romanzo best seller Frontiere di guerra), rosso (della sua esperienza come membro del Partito Comunista, ed in seguito come ex militante), giallo (un romanzo che è in corso di stesura basato e che presenta non pochi punti di contatto con la fine dolorosa della storia d'amore di Anna), e blu (diario personale dove Anna registra i suoi ricordi, i sogni, e la vita emotiva). Ogni taccuino compare quattro volte, intervallate da episodi da "Donne libere", creando così sezioni non cronologiche e sovrapposte che interagiscono tra loro. Questo stile postmoderno è tra le caratteristiche più famose del libro, ma l'autrice ha consigliato di concentrarsi maggiormente sui temi trattati nell'opera piuttosto che nel modo con cui vengono esposti.

### Donne libere
Anna e Molly si rincontrano dopo che costei è stata in Europa per circa un anno per una tournée teatrale; durante la sua assenza sono cambiate alcune cose tra nelle loro famiglie. Tommy non ha ancora preso una sua direzione in cui indirizzare la vita e si crogiola nell’ozio. Al padre Richard, nonché ex marito di Molly, grande industriale e finanziere, gli affari vanno bene come al solito, ma lo stesso non può dirsi per la sua famiglia dato che la sua attuale moglie Marion è dedita al alcool. Lo stesso Richard sopraggiunge di lì a poco ed i tre hanno un aspro confronto sull’avvenire di Tommy, che li interrompe affermando che tra non molto scioglierà le sue riserve. 
Tommy si reca da Anna deciso a confrontarsi con lei: conosce i limiti del padre (posizione e mentalità) e si sente in colpa per aver più opportunità dei ragazzi comuni, ma al contempo fortemente deluso da Anna poiché pur avendola sempre stimata come sua madre, ora la considera disonesta verso le sue stesse idee e la sua vita da comunista, perché la ritiene non impegnarsi abbastanza per cambiare le cose; inoltre dopo aver letto in parte i suoi taccuini, che lei conserva gelosamente, ne intuisce la natura, volta cercare di trovare un senso nella vita, scomponendola in sezioni. Dunque se ne va e di lì a poco arriva Marion, che ubriaca le confessa di essere stanca del suo matrimonio. 
Quando anche lei la saluta riceve una telefonata, che annuncia che Tommy si è sparato; tuttavia il ragazzo sopravvive, ma condannato alla cecità. La tragedia ovviamente scuote entrambi i genitori, ma Richard è anche adirato con le due donne; per discutere di questo e dell’influenza che ha sul figlio e l’attuale moglie convoca Anna nel suo lussuoso ufficio. Chiarite le posizioni Anna riceve di nuovo Marion che ha sviluppato una complicità col giovane e ora si sente disgustata dalla vita matrimoniale e attratta dalle cause politiche e socioeconomiche, ma trascurando la famiglia. 
Anna deve anche confrontarsi col suo inquilino Ivor, giovane gallese omosessuale che sino ad allora era stato quieto e discreto, e del suo compagno Ronnie, installato in casa a scrocco e dai comportamenti provocatori; decide allora di disfarsi di quest’ultimo. 
Quanto Tommy e Marion, alcuni giorni dopo vengono fermati dalla polizia in seguito ad una manifestazione di dimostranti, facendo allarmare ancora Richard e Molly; chiedono allora ad Anna di parlare loro, e lei nonostante la sua riluttanza accetta. E senza aver pensato alcunché riesce a farli ragionare, ma senza condiscendenza; quindi può comunicare la buona notizia ai suoi mandanti. Infine si decide a scacciare di casa anche Ivor, dato che questi non ha rispettato il loro accordo. 
Ora la figlia Janet le chiede di andare in collegio, e di malavoglia acconsente. Rimasta sola in casa scivola nei meandri della follia, se non che arriva l’ospite che ha accettato per fare un favore a Molly: l’americano Milt. Con questo americano piuttosto simile a lei consuma una breve avventura approfittando dell’assenza della figlia, e malgrado siano consapevoli che sia un’esperienza temporanea la vivono con spontaneità. Inoltre lui, prima di andarsene, ha il merito di farla rinsavire prima che fosse troppo tardi. Congedati, Molly le annuncia il suo imminente matrimonio, Tommy accetta infine di lavorare col padre, ma come nuovo magnate progressista ed al passo coi tempi, mentre Richard, che ora vive con la nuova compagna, si ritirerà gradualmente.

### Taccuini
Queste raccolte di pensieri ed appunti nascono dal bisogno di Anna di riflettere e fare il punto sui punti cardine della sua vita. Usa questo metodo non solo perché di solito è tendenzialmente restia a parlarne, ma anche per avere, di tanto in tanto l’opportunità di rileggerli oltre a lavorarci. E, non a caso, su di essi è molto critica, tanto che il quinto taccuino, che da il nome all'opera sarà quello in cui cerca di trovare la forza di cambiare.

#### Nero
In gioventù passò anni in Rhodesia per supportare i nascenti fermenti comunisti ivi presenti. Sul luogo interagiva col rifugiato politico tedesco Willi, i tre aviatori omosessuali Paul, Jimmy e Ted e Maryrose e il camionista George. Solitamente alloggiavano all’albergo Gainsborough, ma nel tempo scoprirono anche l’hotel Mashopi, gestito dalla famiglia inglese dei Boothby: ben più brulicante di vita sociale. Al suo interno e nei pressi si danno ad una atteggiamento che per il contesto africano-coloniale era scanzonato e libertino, anche perché possono spendervi buone cifre. E soprattutto, sottovalutando il fatto che Jackson, cuoco nero al servizio dei Boothby goda di diritti maggiori agli altri africani, familiarizzano con lui finendo con fare infuriare i padroni, che lo scacciano. L’idillio dunque s’infrange, e tornano al Gainsborough ed a una condotta più ordinaria.
Anna ha poi dei contatti con due produttori interessati a trasporre il suo romanzo in versione televisiva. Prima incontra il sig. Tarbruke dei Produttori Riuniti, che adulandola con maniere affettate e complimenti languidi cerca di convincerla; ma la storia in quanto controversa, verrebbe stravolta radicalmente. Dopo il nulla di fatto incontra un altro mediatore la sig.ra Wright dell’Uccello Azzurro che benché si mostri più comprensiva e sensibile comprende l’impraticabilità del progetto, che si arena ancora.

#### Rosso
Qui Anna descrive la sua esperienza e militanza come membro del Partito Comunista, ma il quadro complessivo è più difficile perché non si esaurisce in questa sede, ma le sue riflessioni e vicende sono disseminate il tutto il libro. In generale, narra della crescenti difficoltà del partito che non solo cede consensi ai laburisti, ma è sempre più arrugginito nelle nomenclature e procedure vetuste che anziché far brillare la fede comunista lo soffocano nella sterilità di un formalismo completamente inaridito. Ciò emerge anche constatando che quando incontra degli ex membri costoro trovano modo di esprimersi in modo più libero, aperto e costruttivo per e verso il comunismo stesso. Nel tempo matura essa stessa la medesima decisione, vedendo che anche lei può dare il suo contributo distaccandosene. 
Altro argomento centrale è il decesso di Stalin, la progressiva emersione delle sue malefatte e gli interrogativi degli iscritti sulla loro veridicità.

#### Giallo
Quello che mette Anna in questa raccolta non è tanto l’attività letteraria, visto che non è particolarmente soddisfatta di Frontiere di guerra, bensì i progetti che porta avanti pur professando di non voler più scrivere opere letterarie. Il romanzo che ha iniziato è 
L’ombra del terzo
Narra le vicessitudini di Ella donna divorziata, e residente col figlio Michael a casa della sua amica Julia; vive quasi da disadattata, e lavora per una rivista femminile, in cui cura per conto del dottor West i consigli di aiuto e/o consolatori da devolvere alla corrispondenza delle lettrici; intanto sta scrivendo un romanzo sul tema del suicidio. Ad una festa conosce Paul, psichiatra dal piglio alternativo, e vi intesse un’intensa relazione basata anche sul fatto che lui si dichiara poco fedele ed attaccato alla famiglia (moglie e figli) e quasi sul punto di abbandonarli. Nondimeno, nel tempo egli si rivela sempre più distaccato, contraddittorio e doppiogiochista, tanto che al culmine, decide di accettare un lavoro in Africa, dove con grande stupore di Ella porta con sé anche la famiglia a cui si dichiarava poco attaccato. Inoltre tempo dopo sente riferire dal suo principale una storia di Paul in cui egli raccontava di una donna da poco che si era incaponita a stare con lui. Ferita nel profondo, anche perché in precedenza si era illusa di aver finalmente trovato l’uomo giusto, si barcamena tra lo sconforto e il tentativo di riprendere in pugno la sua vita; fa una trasferta di lavoro a Parigi, anche per cercare di svagarsi, vive delle avventure insoddisfacenti e infine si decide a trasferirsi in una casa autonoma col figlio, con disappunto dell’amica; con quest’ultima ha poi un parziale riavvicinamento. Va anche a visitare suo padre, che però non capendola e in parte disapprovandola, fatica ad avere un dialogo con lei.

#### Blu
Essendo il diario della protagonista è quello dalla struttura meno rigorosa. Risente dell’influsso degli altri tre, ma in generale tratta una miscellanea di argomenti. Tra questi si possono citare esperienze quotidiane, sogni notturni. Molti di questi li narra a Mamma Zucchero soprannome con cui chiama (con Molly) la psicanalista, sig.ra Marks; con lei ha una continua dialettica sempre sul filo del rasoio, in quanto ritiene che talvolta la tratti con sufficienza e distacco nei confronti delle sue istanze. Rievoca anche la fine della relazione con Michael, che la abbandona gradualmente. Non mancano riferimenti all’allontanamento dal partito, anche per la distanza insanabile da figure un tempo vitali ed ora sbiadite, come Butte. Infine riporta cenni della conoscenza di Nelson e della sua vita di coppia disastrata e della sua interazione col cinico e freddo De Silva.
Un tratto peculiare è la raccolta di articoli e ritagli di giornale che conserva per cercare di tenere a mente eventi ai quali dà importanza.
Un'intera sezione è dedicata alla descrizione della breve ma molto intensa storia d'amore - che vive durante l'assenza della figlia - coll'americano Saul Green, personaggio molto complesso e contraddittorio, con cui la passione si alterna a fasi di forte sfida e scontro; finirà col farlo riflettere sul suo cammino a venire, anche se sa bene che sarà senza di lei.

#### Oro
Il taccuino finale, poiché sequenziale all'ultima parte del "blu", ne ricalca largamente le orme, soprattutto nella narrazione della storia con Saul che può considerarsi la più importante relazione di Anna dopo quella con Michael.
La figura di Anna che emerge in questo caso per certi versi è sorprendente: resta la donna fragile, osservatrice, analitica capace di critiche esplicite o figurate degli altri quaderni, ma la fine del progetto dei taccuini, che reputa fallimentari, e la vorticosa passione con Saul la fanno sentire sull'orlo dell'esaurimento nervoso e della pazzia: in lei si alternano sensazioni di malessere psichico, che somatizza anche in dolore fisico, dai forti toni onirici che si riferiscono alle sue esperienze e passioni. Si rende conto che sinora la cosa che l'ha sostenuta, e continuerà a farlo, non è tanto la psicanalisi con la dottoressa Marks, quanto il bisogno di prendersi cura della figlia Janet, che pur diversa, ha ancora bisogno della sua presenza.

#### Frontiere di guerra
È l'opera prima di Anna ispirata ai suoi 6 anni trascorsi in Africa.
Un giovane studente di college è costretto dallo scoppio della guerra ad essere addestrato in Africa come aviatore. Qui, scandalizzato dalle ingiustizie sociali dei bianchi sui neri, abbraccia il socialismo. Intanto sia la figlia del capo dell’albergo che la moglie (l’una espressamente, l’altra in segreto) se ne innamorano, ma lui, che si è avvicinato agli africani, si innamora ricambiato della moglie del cuoco; tuttavia vengono scoperti ed esposti col loro sentimento al pubblico ludibrio; devono quindi rinunciare alla loro passione ed egli si avvia al suo destino di militare, mentre lei, scacciata, diventa una donna di vita.

## Personaggi
Willi (Wilhelm) Rodde è un rifugiato politico, tedesco. Viene visto dal gruppo come una sorta di leader per i suoi compostezza, carisma e l’inesauribile capacità di non farsi coinvolgere troppo nelle situazioni per non distrarsi dai suoi studi, a cui si dedica assiduamente. Cerca sempre di analizzare i fatti con freddezza e in una visione dogmatica del marxismo; tuttavia la sua convinzioni anni dopo risulteranno solo di facciata, in quanto tornato in patria, da buon arrivista si sarà guadagnato una buona posizione smentendo il suo passato.
Paul, Jimmy e Ted. Sono tre aviatori che si esercitano per prepararsi ad andare im missione. Fingono di essere gay ma di essi solo jimmy lo è davvero. Per il resto hanno profili assai diversi.
Paul Blackenhurst è il sofisticato: si comporta in modo formale, gentile e di classe; per di più è di bell’aspetto, per cui esercita forti attrazione ed ascendente sulle donne tra cui la sig.ra Boothby, che ha un debole per lui, e che spesso si diverte a burlare con sottigliezza. Tuttavia, al contrario, è freddo e senza umanità e tende a denigrare chiunque: le sue buone maniere servono solo a mascherare la sua vera personalità; solo Willi e Ted gli tengono testa, mentre Maryrose, con la sua innocenza, in una circostanza sarà l’unica a svergognarlo. Si dichiara (falsamente) innamorato di Anna. Morrà prima di essere trasferito.
Jimmy McGrath: in realtà vorrebbe essere un professore, sogno che realizzerà al termine della guerra. Vive l’addestramento militare come una tortura psicologica, nonostante vi si comporti egregiamente. È innamorato di Paul, - che invece da par suo lo snobba - e si ubriaca con estrema facilità. Questa caratteristica contribuisce ad aggravare la posizione della comitiva agli occhi dei Boothby, che come gli altri coloni già non vedono di buon occhio l’amicizia con i sottoposti neri; infatti in una occasione, ebbro, bacia Paul scandalizzando ulteriormente la sig.ra Boothby.
Ted Brown è il più anticonformista: proviene da famiglia operaia e si è fatto strada a forza di borse di studio, cosa che lo conduce ad essere il più idealista e sempre in conflitto con le posizioni formali e distaccate di Willi e Paul; non a caso, a modo suo (con una punta di ingenuità) è forse che colui che più a cuore il destino futuro degli africani. Infatti gli piace adoperarsi per gli altri (infine, da sposato, finirà a curarsi di bambini ritardati) e cerca sempre di aiutarlo a sollevarsi. Malgrado sia abile, si fa bocciare come aviatore e finisce a lavorare in miniera minando la sua salute. Poi si trasferirà in Germania dove troverà moglie tedesca.
George Hounslow, è un camionista; vive con la moglie ed i loro figli in una casetta in cui sono costretti ad ospitare ed assistere anche il loro anziani genitori, sicché non hanno modo di vivere una vera e propria condotta familiare normale. È un uomo sensuale anche se in modo goffo: è fortemente attratto dalle donne (su cui esercita un'influenza simile), le desidera intensamente e ne ha bisogno. Ma a causa di questo si è anche messo nei guai avendo sedotto la moglie di Jackson da cui ha avuto un figlio creolo, di cui il cuoco è ignaro; ed ora è divorato dal rimorso.
Maryrose è ragazza dei capelli castani e occhi scuri originaria del Sudafrica: è bellissima (ha fatto la modella e l’indossatrice) con molti potenziali corteggiatori ma, inconsolabile, ignora chiunque di costoro perché è rimasta profondamente legata al suo compianto fratello caduto in guerra l’anno prima. Per un periodo ha anche avuto un ragazzo che gli somigliava.
I Boothby sono i proprietari del Mashopi: del principale si sa poco, se non che si è trasferito in Rhodesia per affari e che a volte si ubriaca. Sia moglie è la tipica colona di stampo classico: ci tiene a non integrarsi coi nativi africani ed anche se non trattano il cuoco Jackson particolarmente bene si considera generosa con lui e la sua famiglia. È di indole piuttosto semplice ed è invaghita di Paul, che a sua volta non perde occasione per dileggiarla in maniera lieve e sottile, anche perché non ha intelletto e cultura paragonabili a quelle del gruppo comunista. Infine c’è la figlia June che per un periodo, non ancora pienamente donna, vagava semi intontita dal desiderio di incontrare l’uomo per lei; lo scova in un camionista che passa nei paraggi, in poco tempo si mettono insieme, e c’è da presumere che tra non molto se ne andrà via con lui.

## Riconoscimenti
Anthony Burgess ha considerato Il taccuino d'oro come uno dei suoi libri preferiti, discussi nel suo libro Ninety-nine Novels del 1984. Il Norwegian Book Club nel 2002 lo ha considerato come uno dei 100 migliori libri di sempre, e similmente il romanzo è stato scelto nel 2005 dalla rivista TIME come uno dei 100 migliori romanzi in lingua inglese dal 1923.

## Edizioni
- Doris Lessing, Il taccuino d'oro, Feltrinelli, 1989, ISBN 88-07-80784-X.